# Coaquimixco
Coaquimixco är en ort i Mexiko.   Den ligger i kommunen Chilapa de Álvarez och delstaten Guerrero, i den södra delen av landet, 210 km söder om huvudstaden Mexico City. Coaquimixco ligger 1 679 meter över havet och antalet invånare är 678.
Terrängen runt Coaquimixco är kuperad, och sluttar österut. Runt Coaquimixco är det ganska glesbefolkat, med 42 invånare per kvadratkilometer. Närmaste större samhälle är Chilapa de Alvarez, 6,5 km öster om Coaquimixco. Omgivningarna runt Coaquimixco är en mosaik av jordbruksmark och naturlig växtlighet.